# Schistocomus hiltoni
Schistocomus hiltoni är en ringmaskart som beskrevs av Chamberlin 1919. Schistocomus hiltoni ingår i släktet Schistocomus och familjen Ampharetidae. Inga underarter finns listade i Catalogue of Life.